# (1591) Baize
(1591) Baize ist ein Asteroid des Hauptgürtels, der am 31. Mai 1951 vom belgischen Astronomen Sylvain Julien Victor Arend in Ukkel entdeckt wurde.
Benannt ist der Asteroid nach dem französischen Physiker und Amateurastronomen Paul Baize.